# Atesta ibidionoides
Atesta ibidionoides är en skalbaggsart som först beskrevs av Francis Polkinghorne Pascoe 1859.  Atesta ibidionoides ingår i släktet Atesta och familjen långhorningar. Inga underarter finns listade.